# Monster (album av Mimikry)
Monster är ett studioalbum av Mimikry från 2012.

## Låtlista
1. Monster
2. Jag Kommer Aldrig Bli Stor
3. Inte Ens Du
4. Erövringen Av Apornas Planet
5. Utan Dig
6. Här Finns Inga Vackra Människor
7. Det Är Då Jag Ber Fast Jag Vet Att Han Inte Finnx
8. Alltid Samma Sak
9. För Sent
10. Ingen Kan Låta Så Tyst Som Min Telefon
11. Låt Dom Äta Tills Dom Spyr
12. Alltid Lika Röd